# Lothar Diers
Lothar Diers ( 1932) es un botánico y profesor alemán.
Es un apreciado experto en historia natural, habiéndose especializado en Cactaceae. Es profesor de Botánica en el "Instituto de Botánica", de la "Universidad de Colonia".

## Algunas publicaciones
- 1966. On the plastids, mitochondria, & other cell constituents during oogenesis of a plant. The Rockefeller University Press. J.Cell Bio., Vol. 28
- 1965. Über den Feinbau pflanzlicher Mitochondrien.

## Honores

### Epónimos
Especies de la familia de las cactáceas
- Coleocephalocereus diersianus  P.J. Braun & Esteves 1988
- Discocactus diersianus Esteves[2]
- Melocactus diersianus Buining & Brederoo[3]
- Pilosocereus diersianus (Esteves) P.J.Braun[4]

- La abreviatura «Diers» se emplea para indicar a Lothar Diers como autoridad en la descripción y clasificación científica de los vegetales.[5]

A noviembre de 2014, tiene un registro de 125 archivos IPNI de sus descubrimientos y nombramientos de nuevas especies de cactáceas, publicando habitualmente en : Kakteen Sukk.; Succulenta; Cact. Succ. J. (Los Ángeles); Cact Succ J US Kakt Sukk